# Mistrzostwa Świata w Kajakarstwie 1982
17. Mistrzostwa świata w kajakarstwie odbyły się w 1982 w Belgradzie.
Rozegrano 15 konkurencji męskich i 3 kobiece. Mężczyźni startowali w kanadyjkach jedynkach (C-1) i dwójkach (C-2) oraz w kajakach jedynkach (K-1), dwójkach (K-2) i czwórkach (K-4), zaś kobiety w kajakach jedynkach, dwójkach i czwórkach. Liczba i rodzaj konkurencji nie zmieniły się od poprzednich mistrzostw.
Pierwsze miejsce w klasyfikacji medalowej wywalczyli reprezentanci Niemieckiej Republiki Demokratycznej.

## Medaliści

### Mężczyźni

#### Kanadyjki
| Konkurencja: | Złoto:                                     | Rezultat | Srebro:                                    | Rezultat | Brąz:                                     | Rezultat |
| C-1 500 m    | Olaf Heukrodt                              | 1:54,60  | János Sarusi Kis                           | 1:55,94  | Siergiej Postriechin                      | 1:56,09  |
| C-1 1000 m   | Jörg Schmidt                               | 4:27,82  | Dezső Csépai                               | 4:28,43  | Wasyl Bereza                              | 4:28,84  |
| C-1 10 000 m | Tamás Wichmann                             | 47:16,53 | Jiří Vrdlovec                              | 47:23,56 | Gheorghe Titu                             | 49:19,91 |
| C-2 500 m    | Jugosławia · Matija Ljubek · Mirko Nišović | 1:40,80  | ZSRR · Jurij Łaptikow · Serhij Petrenko    | 1:41,08  | Węgry · László Foltán · István Vaskuti    | 1:41,75  |
| C-2 1000 m   | Węgry · János Sarusi Kis · Gyula Hajdú     | 4:00,52  | Jugosławia · Matija Ljubek · Mirko Nišović | 4:02,75  | Rumunia · Ivan Patzaichin · Toma Simionov | 4:04,35  |
| C-2 10 000 m | Rumunia · Ivan Patzaichin · Toma Simionov  | 43:39,26 | ZSRR · Wasyl Bereza · Edem Muradosiłow     | 43:47,97 | Węgry · Tamás Buday · István Vaskuti      | 43:52,62 |

#### Kajaki
| Konkurencja: | Złoto:                                                                                 | Rezultat | Srebro:                                                                     | Rezultat | Brąz:                                                                             | Rezultat |
| K-1 500 m    | Uładzimir Parfianowicz                                                                 | 1:45,55  | Peter Hempel                                                                | 1:45,98  | Lars-Erik Moberg                                                                  | 1:46,01  |
| K-1 1000 m   | Rüdiger Helm                                                                           | 3:55,50  | Alan Thompson                                                               | 3:57,62  | Einar Rasmussen                                                                   | 3:58,18  |
| K-1 10 000 m | Milan Janić                                                                            | 44:28,02 | Einar Rasmussen                                                             | 44:35,47 | Mikałaj Astapkowicz                                                               | 44:37,25 |
| K-2 500 m    | ZSRR · Uładzimir Parfianowicz · Siergiej Supierata                                     | 1:33,28  | Nowa Zelandia · Alan Thompson · Paul MacDonald                              | 1:33,94  | RFN · Matthias Seack · Oliver Seack                                               | 1:34,64  |
| K-2 1000 m   | ZSRR · Uładzimir Parfianowicz · Siergiej Supierata                                     | 3:36,24  | Kanada · Alwyn Morris · Hugh Fisher                                         | 3:37,45  | Hiszpania · Luis Gregorio Ramos · Herminio Menéndez                               | 3:39,08  |
| K-2 10 000 m | Francja · Bernard Brégeon · Patrick Lefoulon                                           | 40:09,11 | Holandia · Ron Stevens · Gert Jan Lebbink                                   | 40:11,28 | Węgry · István Szabó · István Tóth                                                | 40:14,01 |
| K-4 500 m    | ZSRR · Siergiej Kriwosziejew · Ihor Hajdamaka · Serhij Kołokołow · Aleksandr Wodowatow | 1:24,09  | NRD · Frank-Peter Bischof · Frank Fischer · Rüdiger Helm · Harald Marg      | 1:25,06  | Szwecja · Jens Nordqvist · Lars-Erik Moberg · Per-Inge Bengtsson · Thomas Ohlsson | 1:25,38  |
| K-4 1000 m   | Szwecja · Per-Inge Bengtsson · Lars-Erik Moberg · Thomas Ohlsson · Bengt Andersson     | 3:15,70  | NRD · Frank-Peter Bischof · Peter Hempel · Rüdiger Helm · Harald Marg       | 3:15,79  | RFN · Matthias Seack · Oliver Seack · Frank Renner · Bernd Hessel                 | 3:15,90  |
| K-4 10 000 m | ZSRR · Aleksandr Jermiłow · Mykoła Baranow · Serhij Czuchraj · Władimir Romanowski     | 36:21,37 | Rumunia · Petrica Dimofte · Florian Marinescu · Ionel Igorov · Anghei Coman | 36:26,51 | Węgry · Kálmán Petrikovics · Tamás Szélesi · László Rasztotzky · Tibor Helyi      | 36:27,03 |

### Kobiety

#### Kajaki
| Konkurencja: | Złoto:                                                                    | Rezultat | Srebro:                                                                         | Rezultat | Brąz:                                                              | Rezultat |
| K-1 500 m    | Birgit Fischer                                                            | 2:04,33  | Agneta Andersson                                                                | 2:06,29  | Éva Rakusz                                                         | 2:09,42  |
| K-2 500 m    | NRD · Birgit Fischer · Bettina Streussel                                  | 1:57,23  | Węgry · Katalin Povázsán · Erika Géczi                                          | 1:58,34  | Szwecja · Karin Olsson · Agneta Andersson                          | 1:59,48  |
| K-4 500 m    | NRD · Birgit Fischer · Bettina Streussel · Roswitha Eberl · Kathrin Giese | 1:37,08  | ZSRR · Inna Szipulina · Nelli Jefremowa · Jekatierina Gołubiewa · Lubow Komkowa | 1:38,05  | Węgry · Ágnes Dragos · Erika Géczi · Katalin Povázsán · Éva Rakusz | 1:38,37  |

## Klasyfikacja medalowa
| Miejsce | Państwo        | Złoto | Srebro | Brąz | Razem |
| ------- | -------------- | ----- | ------ | ---- | ----- |
| 1       | NRD            | 6     | 3      | 1    | 10    |
| 2       | ZSRR           | 5     | 3      | 3    | 11    |
| 3       | Węgry          | 2     | 3      | 6    | 11    |
| 4       | Jugosławia     | 2     | 1      | 0    | 3     |
| 5       | Szwecja        | 1     | 1      | 3    | 5     |
| 6       | Rumunia        | 1     | 1      | 1    | 3     |
| 7       | Francja        | 1     | 0      | 0    | 1     |
| 8       | Nowa Zelandia  | 0     | 2      | 0    | 2     |
| 9       | Norwegia       | 0     | 1      | 1    | 2     |
| 10      | Czechosłowacja | 0     | 1      | 0    | 1     |
| 10      | Holandia       | 0     | 1      | 0    | 1     |
| 10      | Kanada         | 0     | 1      | 0    | 1     |
| 13      | RFN            | 0     | 0      | 2    | 2     |
| 14      | Hiszpania      | 0     | 0      | 1    | 1     |
|         | Razem          | 18    | 18     | 18   | 54    |